# Dân chủ tự do

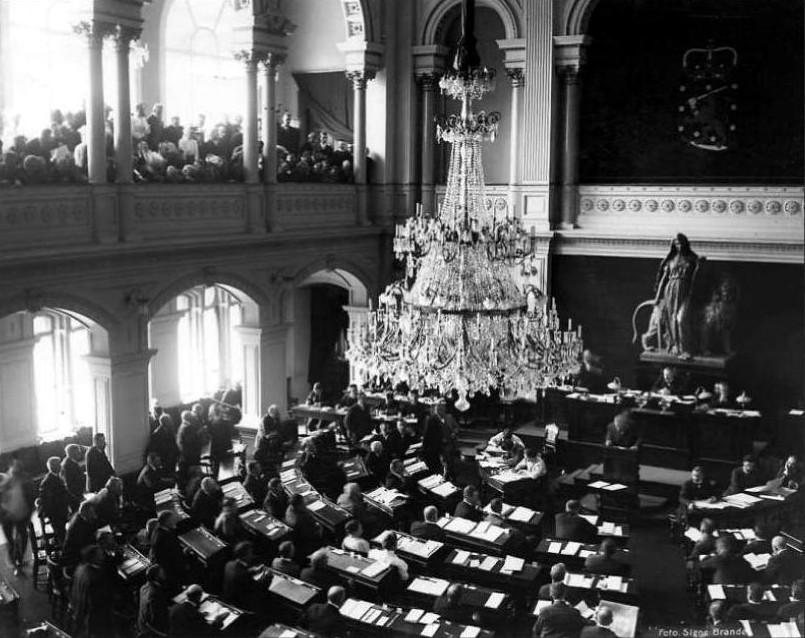
Eduskunta, quốc hội của Đại công quốc Phần Lan (lúc đó là một phần của Nga), có quyền bầu cử phổ thông vào năm 1906. Một số tiểu bang và vùng lãnh thổ có thể đưa ra lập luận ủng hộ việc trở thành bang đầu tiên áp dụng bầu cử phổ thông.

Dân chủ tự do, dân chủ kiểu phương Tây, hoặc có ý kiến cho là dân chủ thực chất, là một hình thức chính phủ kết hợp giữa tổ chức dân chủ đại diện với các ý tưởng của triết học chính trị tự do.
Các yếu tố chung trong một nền dân chủ tự do là: bầu cử giữa hoặc giữa nhiều đảng chính trị riêng biệt, sự phân chia quyền lực thành các nhánh chính phủ khác nhau, pháp quyền trong cuộc sống hàng ngày như một phần của xã hội mở, nền kinh tế thị trường với tài sản tư nhân, quyền bầu cử phổ thông và bảo vệ bình đẳng các quyền con người, dân quyền, tự do dân sự và tự do chính trị cho mọi công dân.
Dân chủ thực chất đề cập đến các quyền thực chất và luật thực chất, có thể bao gồm sự bình đẳng thực chất, sự bình đẳng về kết quả đối với các nhóm nhỏ trong xã hội.
Để xác định hệ thống trong thực tế, các nền dân chủ tự do thường dựa vào hiến pháp, được luật hóa hoặc không được luật pháp hóa, để phân định quyền lực của chính phủ và thể hiện khế ước xã hội. Mục đích của hiến pháp thường được coi là giới hạn thẩm quyền của chính phủ. Một nền dân chủ tự do có thể có nhiều hình thức hiến pháp hỗn hợp: có thể là chế độ quân chủ lập hiến hoặc cộng hòa. Nó có thể có một hệ thống nghị viện, hệ thống tổng thống hoặc hệ thống bán tổng thống. Nền dân chủ tự do trái ngược với nền dân chủ phi tự do và chế độ độc tài.
Nền dân chủ tự do có nguồn gốc—và tên gọi của nó—từ Thời kỳ Khai Sáng. Các quan điểm thông thường ủng hộ các chế độ quân chủ và quý tộc ban đầu bị thách thức bởi một nhóm tương đối nhỏ các trí thức Khai sáng, những người tin rằng các vấn đề của con người nên được hướng dẫn bởi lý trí và các nguyên tắc tự do và bình đẳng. Họ lập luận rằng tất cả mọi người sinh ra đều bình đẳng và do đó quyền lực chính trị không thể được biện minh dựa trên dòng máu quý tộc, mối liên hệ đặc quyền với Chúa hay bất kỳ đặc điểm nào khác được cho là khiến một người vượt trội hơn những người khác.
Họ còn lập luận rằng chính phủ tồn tại là để phục vụ người dân chứ không phải ngược lại và luật pháp nên áp dụng cho cả người cai trị và người bị cai trị (một khái niệm được gọi là pháp quyền), được xây dựng ở châu Âu với tên gọi là Rechtsstaat. Một số ý tưởng này bắt đầu được thể hiện ở nước Anh vào thế kỷ 17.
Vào cuối thế kỷ 18, các nhà triết học hàng đầu như John Locke đã xuất bản các tác phẩm lan rộng khắp lục địa châu Âu và xa hơn nữa. Những ý tưởng và niềm tin này đã ảnh hưởng tới Cách mạng Mỹ và Cách mạng Pháp. Sau một thời gian mở rộng vào nửa sau thế kỷ 20, nền dân chủ tự do đã trở thành một hệ thống chính trị thịnh hành trên thế giới.
Nền dân chủ tự do nhấn mạnh vào sự phân chia quyền lực, một hệ thống tư pháp độc lập và một hệ thống kiểm tra và cân bằng giữa các nhánh của chính quyền. Hệ thống đa đảng với ít nhất hai đảng chính trị bền bỉ và vững mạnh là đặc điểm của các nền dân chủ tự do. Quyền lực của chính phủ chỉ được thực thi một cách hợp pháp theo các luật bằng văn bản, được công bố công khai, được thông qua và thực thi theo thủ tục đã được thiết lập.
Một số nền dân chủ tự do, đặc biệt là những nền dân chủ đông dân, sử dụng chế độ liên bang (còn gọi là phân chia quyền lực theo chiều dọc) để ngăn ngừa lạm dụng và tăng cường sự tham gia của công chúng bằng cách phân chia quyền lực quản lý giữa chính quyền thành phố, tỉnh và quốc gia.
Đặc điểm của các nền dân chủ tự do có tương quan với sự ổn định chính trị ngày càng tăng, giảm tham nhũng, quản lý tốt hơn các nguồn tài nguyên, và các chỉ số sức khoẻ tốt hơn như tuổi thọ và tỷ lệ tử vong ở trẻ sơ sinh.

## Cấu trúc
Xem thêm Quyền bầu cử

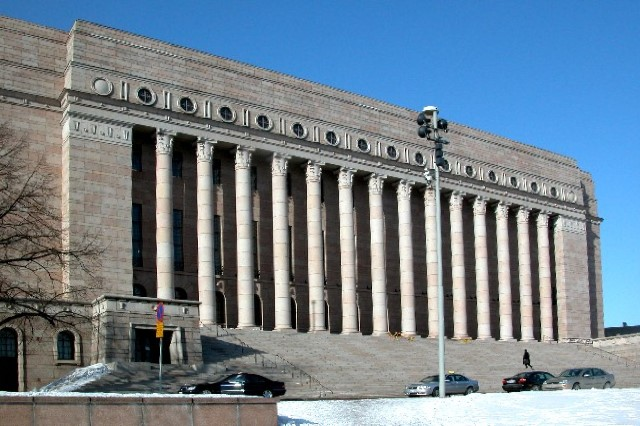
Eduskunta. Vài quốc gia và vùng lãnh thổ có thể xuất hiện các tranh cãi để được công nhận là có phổ thông đầu phiếu. Lãnh địa Phần Lan Vĩ đại (Grand Duchy of Finland) có phổ thông đầu phiếu toàn diện năm 1906.

Các nền dân chủ tự do hiện nay thường có phổ thông đầu phiếu, thừa nhận tất cả các công dân trưởng thành có quyền bầu cử bất kể chủng tộc, giới tính hay của cải. Tuy nhiên, đặc biệt là về mặt lịch sử, một số quốc gia được cho là có nền dân chủ tự do nhưng lại có quyền bầu cử bị giới hạn hơn. Có thể cũng có những tiêu chuẩn như một thủ tục đăng ký để được phép bầu. Các quyết định được đưa ra trong các cuộc bầu cử không phải do tất cả các công dân mà là cho những ai muốn tham gia bằng cách bỏ phiếu.
Các cuộc bầu cử phải được tự do và công bằng. Phương pháp chính trị phải có tính cạnh tranh. Đa nguyên chính trị thường được định rõ như là sự hiện diện của đa đảng chính trị và có đặc trưng riêng.
Hiến pháp dân chủ tự do xác định đặc tính dân chủ của một quốc gia. Mục đích của hiến pháp thường được nhận thấy như là giới hạn quyền lực của chính phủ. Truyền thống chính trị Hoa Kỳ nhấn mạnh sự phân chia quyền lực, một tòa án độc lập, và một hệ thống kiểm tra và cân bằng giữa các phân nhánh của chính phủ. Nhiều nền dân chủ Châu Âu dường như nhấn mạnh đến sự quan trọng của nhà nước Rechtsstaat, một nhà nước theo nguyên tắc pháp trị (rule of law). Nhà cầm quyền được thi hành một cách hợp pháp theo những luật được soạn ra và công bố rộng rãi, chấp hành và tuân theo các thủ tục được định sẵn. Nhiều nền dân chủ cũng dùng chế độ liên bang - (có khi được biết với Sự phân chia quyền lực theo chiều dọc) - với mục đích ngăn chặn sự lạm dụng bằng cách phân chia quyền lãnh đạo giữa chính quyền thành phố, tỉnh bang và liên bang.

### Các quyền và tự do
Các tiêu chí phổ biến nhất thường được trích dẫn khi nói tới dân chủ tự do là dưới hình thức của các quyền và tự do cụ thể. Trước kia chúng được xem như là một yếu tố cần thiết cho việc vận động một nền dân chủ, nhưng chúng đã và đang giành được nhiều điều đáng chú ý trong định nghĩa của chúng đến mức nhiều người hiện nay cho rằng họ có nền dân chủ. Từ đó, không quốc gia nào muốn công nhận mình là "không tự do" và cũng từ đó người đối lập của nó bị những người tuyên truyền dân chủ đó miêu tả là những "chính thể chuyên chế".
- Quyền sống và an ninh của cá nhân
- Tự do không bị đối xử như nô lệ
- Tự do di chuyển
- Bình đẳng trước pháp luật và được xét xử theo đúng trình tự của luật pháp dưới một chế độ pháp trị
- Tự do ngôn luận
- Tự do thông tin
- Tự do báo chí và tiếp cận đến các nguồn thông tin khác
- Tự do lập hội và liên kết
- Tự do giáo dục
- Tự do tôn giáo
- Cơ quan tư pháp độc lập
- Quyền sở hữu tài sản riêng, và mua bán tài sản, thường được xem như mộ hình thức tự do có liên quan mật thiết với những loại tự do ở trên mặc dầu sự xác nhận quyền này đang bị tranh cãi

Trên thực tế, các nền dân chủ đều có giới hạn tự do nhất định nào đó. Có nhiều giới hạn pháp lý như bản quyền và các luật chống phỉ báng. Cũng có thể có giới hạn trong việc phát biểu chống dân chủ để cố gắng làm xói mòn nhân quyền, và để đề cao hay bào chữa cho chủ nghĩa khủng bố. Trong thời Chiến tranh Lạnh, ở Mỹ nhiều hơn là Châu Âu, những hạn chế đó được áp dụng cho những người cộng sản. Hiện nay, chúng được áp dụng cho những tổ chức bị cho là ủng hộ chủ nghĩa khủng bố hay kích động hận thù nhóm. Các thí dụ điển hình gồm pháp chế chống khủng bố, đóng cửa đài phát thanh vệ tinh của Hezbollah và luật chống phát biểu hận thù. Các nhà chỉ trích cho rằng những giới hạn này đi quá xa và có thể không có những thủ tục xét xử thỏa đáng và công bằng.
Những biện hộ phổ biến cho những giới hạn này là chúng cần thiết để bảo đảm sự tồn tại của nền dân chủ, hoặc sự tồn tại của chính những quyền tự do đó. Ví dụ như, việc cho phép tự do ngôn luận cho những người ủng hộ việc sát hại nhiều người làm xói mòn quyền sống và an toàn. Quan điểm về việc nền dân chủ mở rộng đến đâu bị chia rẽ, bao gồm cả kẻ thù của dân chủ trong quá trình dân chủ. Nếu có một số lượng tương đối nhỏ những người bị ngăn cản những quyền tự do này vì những lý do như trên thì quốc gia đó vẫn có thể được cho là có nền dân chủ tự do. Có những tranh cãi rằng điều này không chỉ khác về định tính các chế độ chuyên quyền ngược đãi những đối thủ của mình mà còn khác về định lượng khi mà chỉ có một số nhỏ những người bị ảnh hưởng và những giới hạn đó ít khắt khe hơn. Những người khác thì nhấn mạnh nền dân chủ thì khác như vậy. Ít nhất trên lý thuyết, những người chống đối dân chủ cũng được xét xử đúng pháp luật.

### Tiền đề
Mặc dù không phải là một phần trong hệ thống chính quyền nhưng sự có mặt một tầng lớp trung lưu, và sự phát triển rộng rãi và nở rộ của xã hội dân sự thường được xem là các điều kiện tiên quyết của một nền dân chủ tự do.
Đối với những quốc gia không có truyền thống nuyên tắc dân chủ đa số mạnh thì chỉ việc đưa vào hệ thống bầu cử tự do hiếm khi đạt được hiệu quả trong việc chuyển tiếp từ chế độ độc tài sang chế độ dân chủ. Sự dịch chuyển rộng hơn trong văn hóa chính trị và thông tin dần dần của thể chế chính phủ dân chủ là cần thiết. Có nhiều ví dụ điển hình như ở các nước Mỹ Latinh, đã duy trì chế độ dân chủ chỉ tạm thời hoặc ở dạng giới hạn cho đến khi các thay đổi về văn hóa rộng hơn xảy ra cho phép có nguyên tắc đa số thực chất.
Một trong những khía cạnh chính của văn hóa dân chủ là khái niệm "đối lập nhưng vẫn trung thành". Đây là sự dịch chuyển văn hóa đặc biệt khó để đạt được trong những quốc gia mà sự chuyển tiếp quyền lực đã diễn ra bằng bạo lực trong lịch sử. Về cơ bản, thuật ngữ này có nghĩa là tất cả các phương diện trong một nền dân chủ cùng chia sẻ một cam kết chung về những giá trị căn bản của nền dân chủ đó. Những đối thủ chính trị có thể không đồng ý nhưng họ phải chịu đựng người khác và thừa nhận vai trò quan trọng và hợp pháp mà mỗi người góp phần. Những nguyên tắc chính của xã hội phải khuyến khích sự tha thứ và lễ độ trong các cuộc tranh luận công khai. Ở những xã hội như vậy, người thua cuộc phải chấp nhận sự phán quyết của cử tri khi cuộc bầu cử kết thúc và cho phép sự chuyển giao quyền lực diễn ra êm thấm. Người thua cuộc an toàn trong nhận thức rằng họ sẽ không bị mất tính mạng cũng như tự do của họ, và tiếp tục tham gia trong cuộc sống công. Họ không trung thành với những chính sách cụ thể của chính quyền mà với tính hợp pháp căn bản của quốc gia và quá trình dân chủ của nó.

## Các nền dân chủ tự do

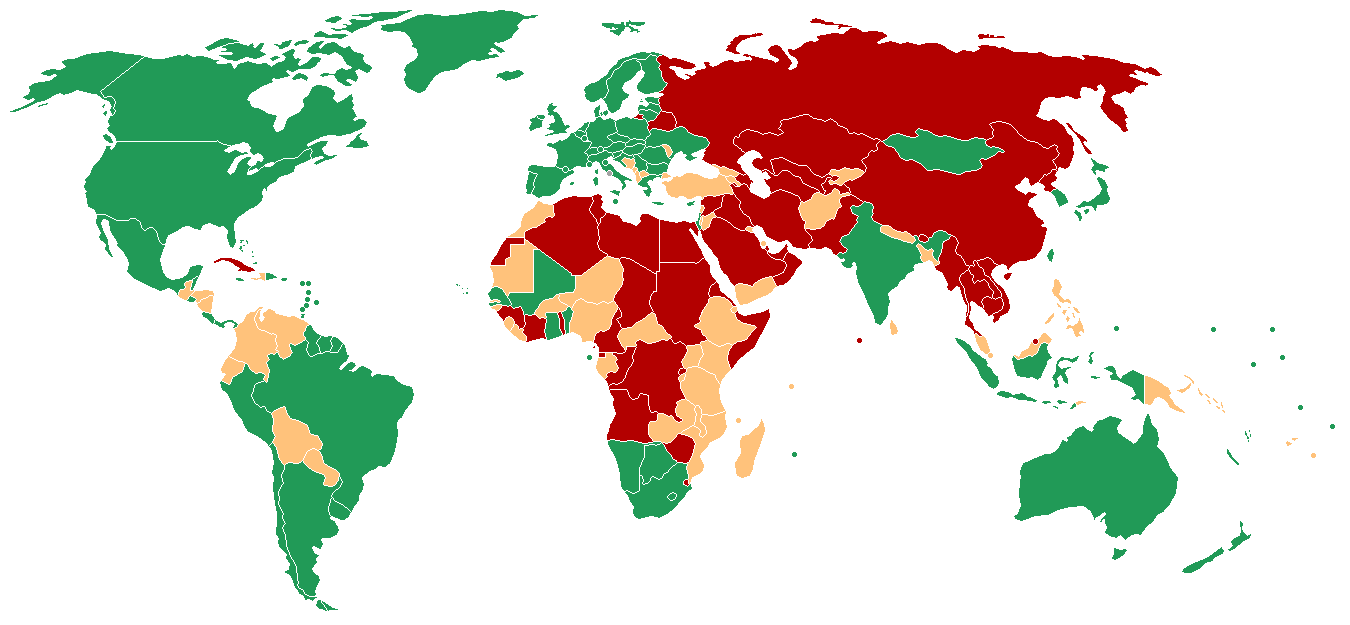
Bản đồ này phản ánh điều tra của Freedom House Tự do trên Thế giới năm 2007 (Freedom in the World 2007). Freedom House cho rằng các nước có màu xanh có nền dân chủ tự do (một số ước đoán này bị tranh cãi).██ Tự do ██ Tự do một phần ██ Không tự do

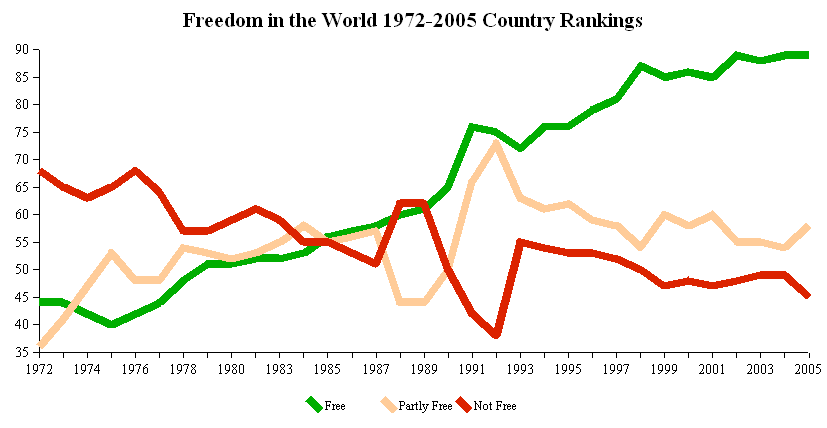
Hình này cho thấy nhiều quốc gia với nhiều loại hình chính phủ khác nhau được cho ở trên trong thời gian nghiên cứu, 1972–2005

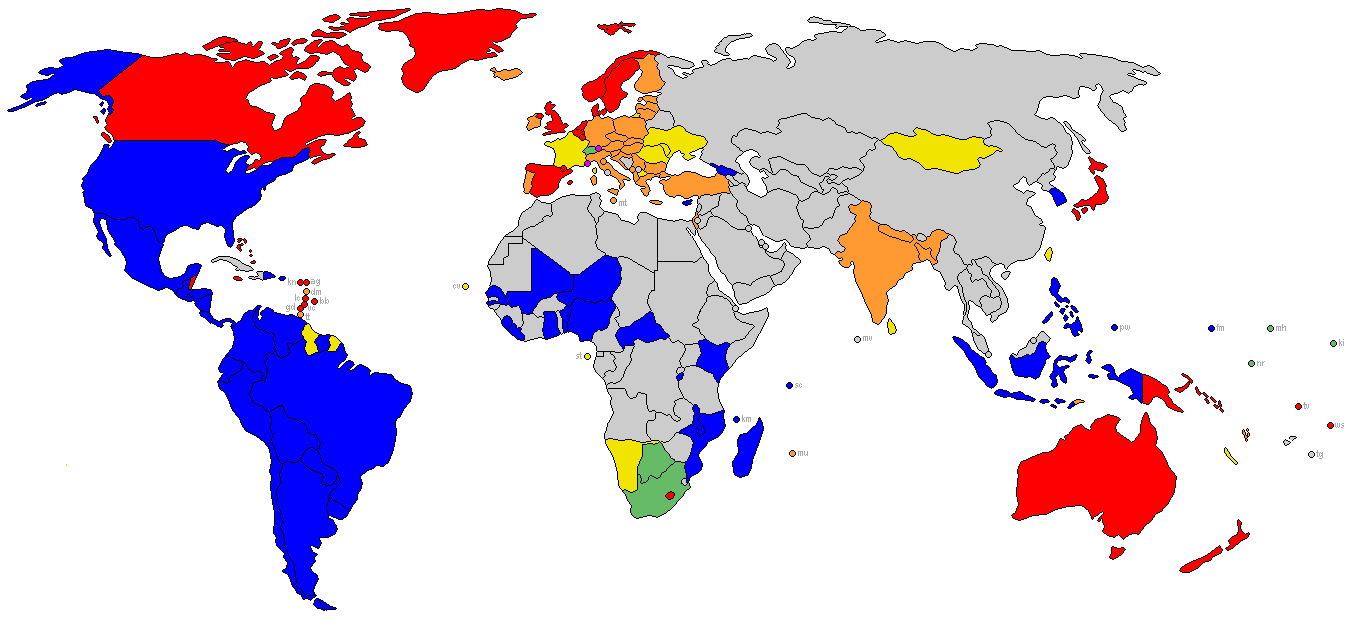
Ảnh trên chỉ gồm những quốc gia được cho là có dân chủ trong bầu cử trong nghiên cứu của Freedom House năm 2006 (Freedom in the World 2006). Chú ý rằng không phải tất cả các quốc gia được chính thức cho là có nền dân chủ (như ở hình giữa) đều có dân chủ thực sự (như ở hình cuối).